# Цецерлег

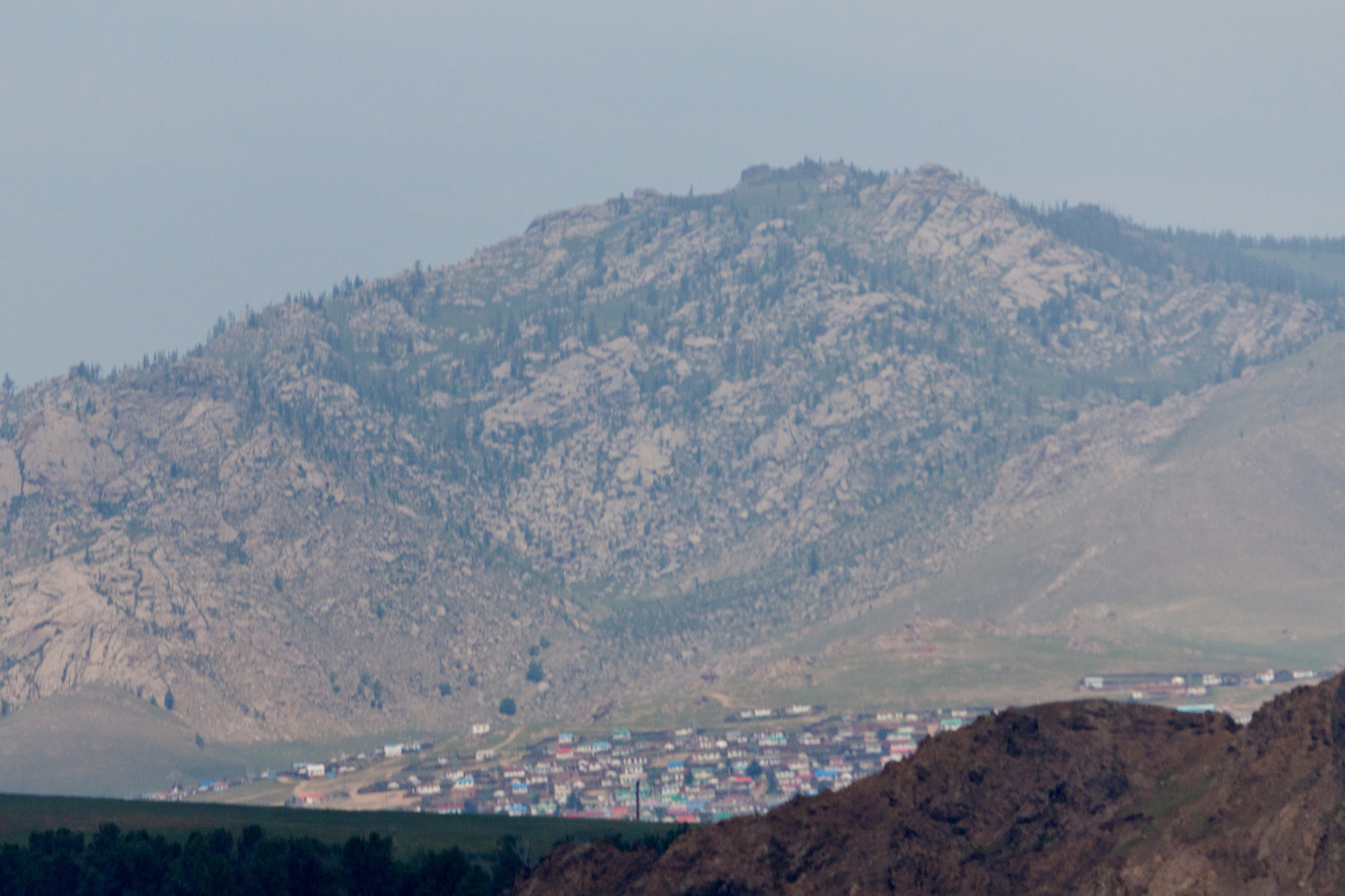
Вид на Цецерлег з півдня

Цецерлег (монг. Цэцэрлэг) — місто в Монголії, центр Архангайського аймаку. Площа міста складає 7480км², з яких пасовища — 6040 км², ліси — 1340 км²? сільськогосподарські угіддя — 15 км². Населення станом на 2000 рік — 5876 чоловік

## Клімат
Місто знаходиться у зоні, котра характеризується континентальним субарктичним кліматом. Найтепліший місяць — липень із середньою температурою 14.4 °C (58 °F). Найхолодніший місяць — січень, із середньою температурою -16.1 °С (3 °F).
| Клімат Цецерлега        | Клімат Цецерлега | Клімат Цецерлега | Клімат Цецерлега | Клімат Цецерлега | Клімат Цецерлега | Клімат Цецерлега | Клімат Цецерлега | Клімат Цецерлега | Клімат Цецерлега | Клімат Цецерлега | Клімат Цецерлега | Клімат Цецерлега | Клімат Цецерлега |
| Показник                | Січ.             | Лют.             | Бер.             | Квіт.            | Трав.            | Черв.            | Лип.             | Серп.            | Вер.             | Жовт.            | Лист.            | Груд.            | Рік              |
| Абсолютний максимум, °C | 2                | 12               | 16               | 20               | 27               | 31               | 32               | 31               | 26               | 22               | 13               | 6                | 32               |
| Середній максимум, °C   | −10              | −6               | 1                | 7                | 13               | 18               | 20               | 19               | 15               | 7                | −1               | −7               | 6                |
| Середня температура, °C | −16              | −12              | −5               | 1                | 6                | 12               | 14               | 12               | 8                | 1                | −7               | −12              | 3                |
| Середній мінімум, °C    | −21              | −18              | −12              | −4               | 0                | 6                | 8                | 6                | 1                | −5               | −14              | −18              | −6               |
| Абсолютний мінімум, °C  | −37              | −38              | −27              | −17              | −11              | −3               | 1                | −1               | −8               | −20              | −33              | −37              | −38              |
| Норма опадів, мм        | 0                | 0                | 0                | 0                | 10               | 40               | 100              | 40               | 30               | 10               | 10               | 0                | 290              |
| Днів з дощем            | 0                | 0                | 0                | 1                | 1                | 4                | 7                | 6                | 2                | 1                | 1                | 0                | 27               |
| Вологість повітря, %    | 55               | 51               | 48               | 39               | 40               | 56               | 68               | 68               | 55               | 45               | 47               | 50               | 52               |
| ----------------------- | ---------------- | ---------------- | ---------------- | ---------------- | ---------------- | ---------------- | ---------------- | ---------------- | ---------------- | ---------------- | ---------------- | ---------------- | ---------------- |
| Джерело: Weatherbase    |                  |                  |                  |                  |                  |                  |                  |                  |                  |                  |                  |                  |                  |

## Транспорт
За 2 км від центру міста розташований аеропорт який обслуговує лише внутрішні рейси. Код ICAO: ZMTG.

## Пам'ятки
1956 року монгольські археологи в околицях Цецерлега знайшли поминальний комплекс на честь Таптар (Кутлик) кагана який у 571-582 керував Тюркською державою, яка перетворилась на велику імперію «Шовкового шляху». Координати пам'ятки 47º 49´; пн.ш., 101º 16´. сх.д.
Також на цій пам'ятці є написи двома мовами — на лицьовій стороні каменя согдійською, на тильному листі санскритом.

Бугит є однією з найдревніших тюркських написів у Монголії. Цей напис містить чимало цінної інформації про структуру та функції тюркської держави, спосіб життя, цінності, стосунки з іншими націями та групами. Зараз мавзолейний комплекс Бугил — це руїни. Написи з Бугитського мавзолею виставлені в саду музею міста Цецерлег.